# Peugeot 908 HDi FAP

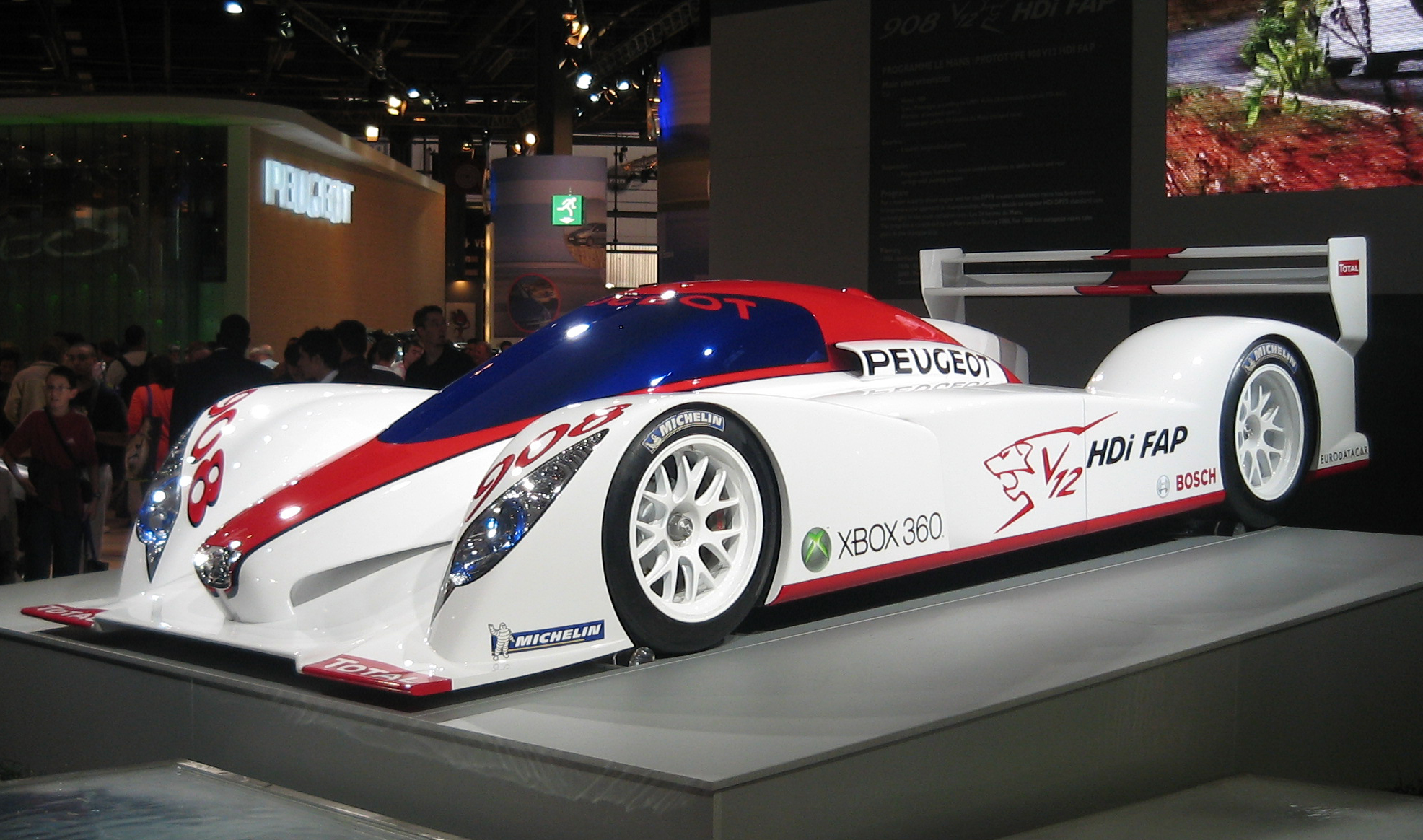
Peugeot 908 HDi FAP bei der Präsentation

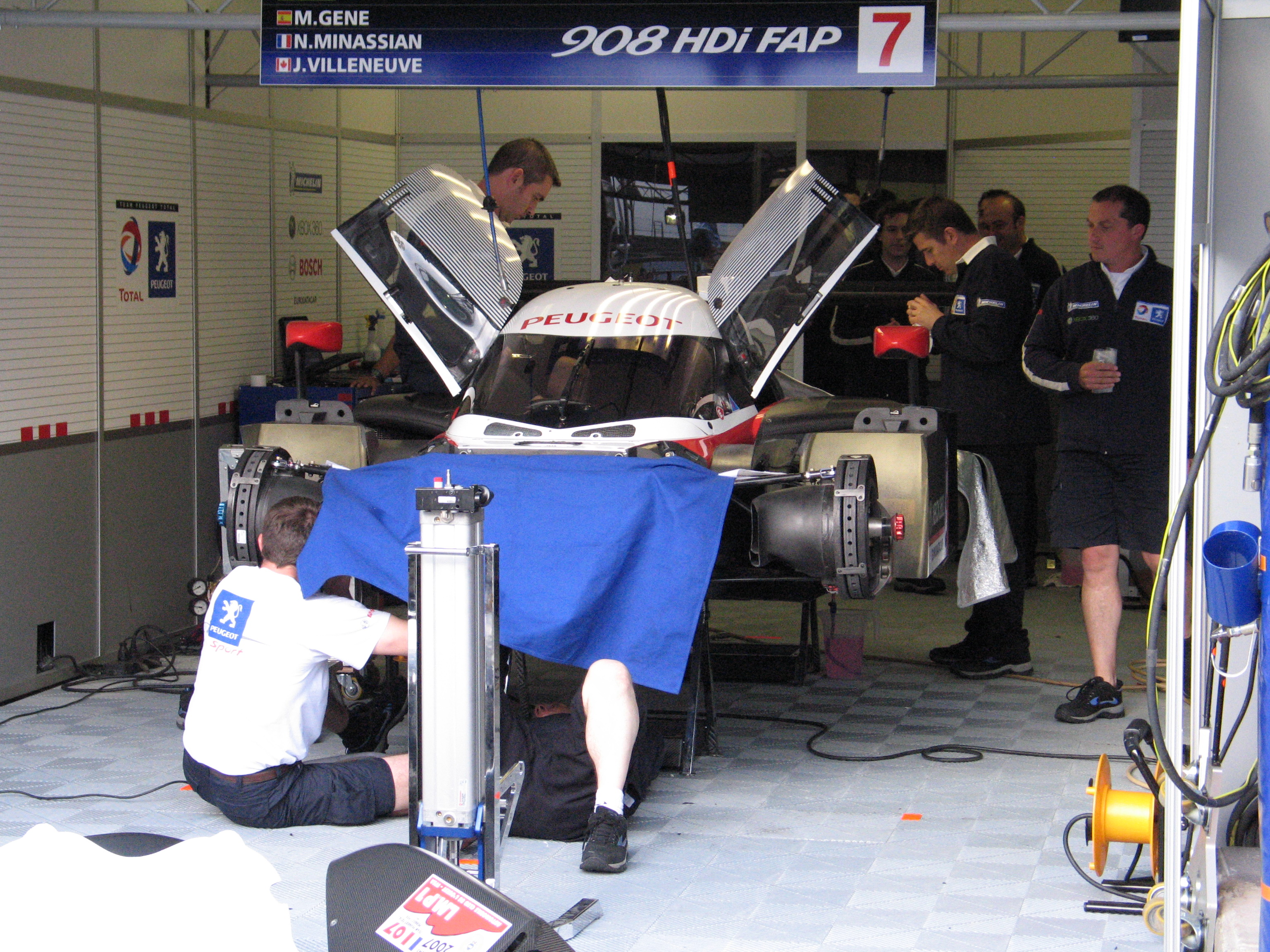
Peugeot 908, # 7 während der Aufgabe bei Le Mans 2007 in der Box

Der Peugeot 908 HDi FAP ist ein Sportwagen-Prototyp für Langstreckenrennen, der von 2007 bis 2010 in der Le Mans Series (LMS) und beim 24-Stunden-Rennen von Le Mans eingesetzt wurde.

## Geschichte
Entwickelt von Peugeot Sport, wurde der Peugeot 908 HDi FAP im September 2006 auf dem Pariser Automobilsalon erstmals als Modell präsentiert und absolvierte am 31. Dezember sein Roll-out.
Beim ersten Einsatz im 24-Stunden-Rennen von Le Mans 2007 erreichte einer der beiden eingesetzten Peugeot 908 den zweiten Platz, das andere Fahrzeug fiel aus. Damit musste sich das Peugeot-Team dem ebenfalls dieselbetriebenen Audi R10 TDI geschlagen geben. Der erste große Erfolg mit dem 908 HDi gelang Peugeot bei dem 1000-Kilometer-Rennen der Le Mans Series in Monza, als die Piloten Marc Gené und Nicolas Minassian mit einer Runde Vorsprung vor dem Audi R10 gewannen.
Beim 24-Stunden-Rennen von Le Mans 2008 erreichte das von Jacques Villeneuve, Marc Gené und Nicolas Minassian gefahrene Auto den zweiten Platz. Den dritten Platz belegte das Auto mit Christian Klien, Franck Montagny und Ricardo Zonta. Das von der Pole-Position gestartete Auto mit Stéphane Sarrazin, Pedro Lamy und Alexander Wurz kam nach Getriebeproblemen nur auf dem fünften Rang ins Ziel.
2009 gewann das Team Peugeot Sport Total um die Fahrer David Brabham, Marc Gené und Alexander Wurz das 24-Stunden-Rennen von Le Mans mit dem Peugeot 908 HDi FAP, im Folgejahr fielen alle vier eingesetzten Fahrzeuge aus. Am Rennen 2011 nahm nur mehr ein HDi FAP des Teams Oreca teil, da das Peugeot-Werksteam den neuen Peugeot 908 einsetzte.

## Technik
Der Peugeot 908 wird durch einen V12-Dieselmotor mit 5,5 Liter Hubraum und einem Öffnungswinkel von 100° angetrieben. Damit leistet er etwa 515 kW (700 PS) und entwickelt ein maximales Drehmoment von 1.200 Nm. Das FAP-Dieselpartikelfiltersystem ist aus der Serienproduktion entnommen.

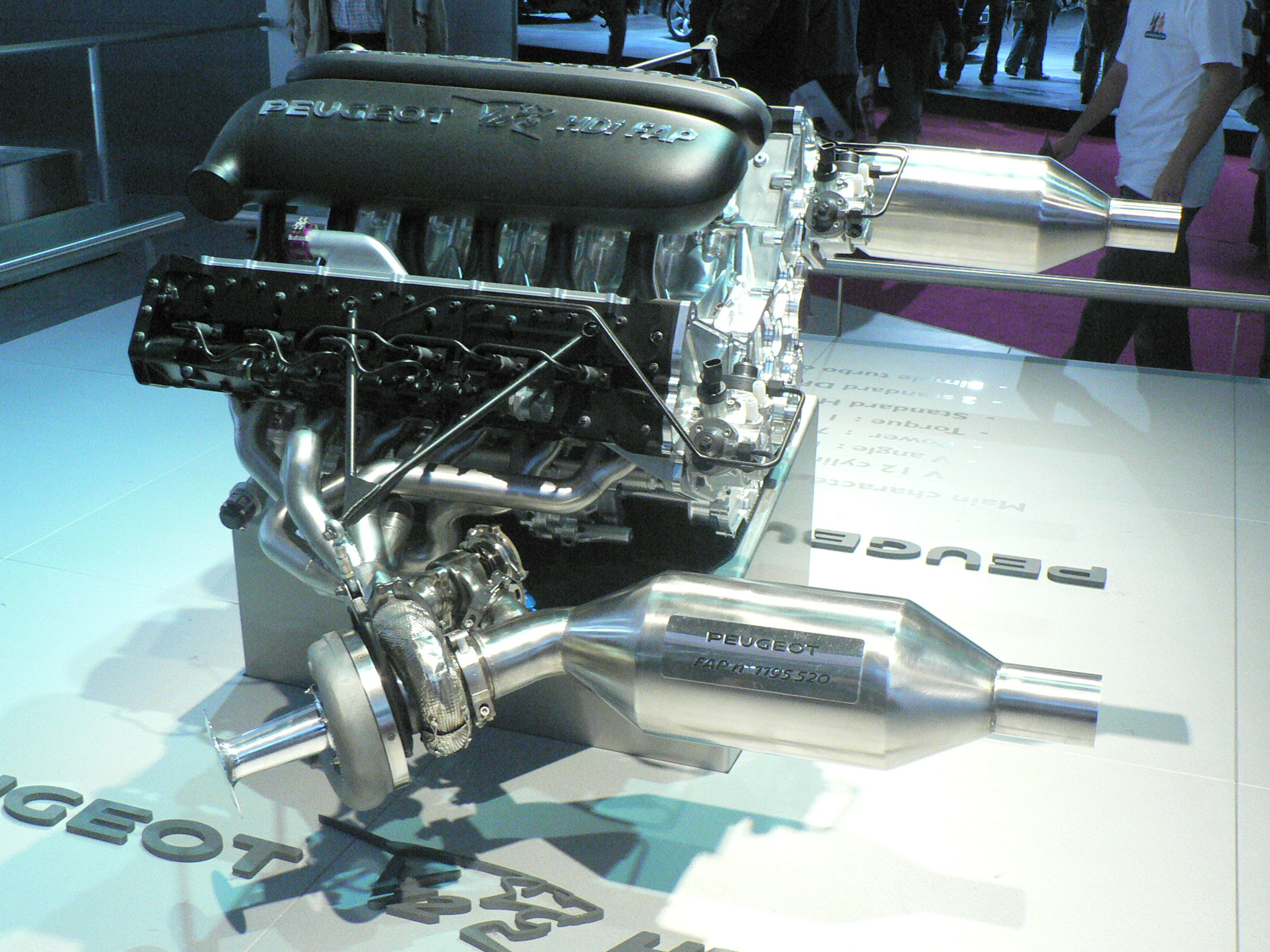
Der Motor auf der Mondial de l’Automobile 2006.
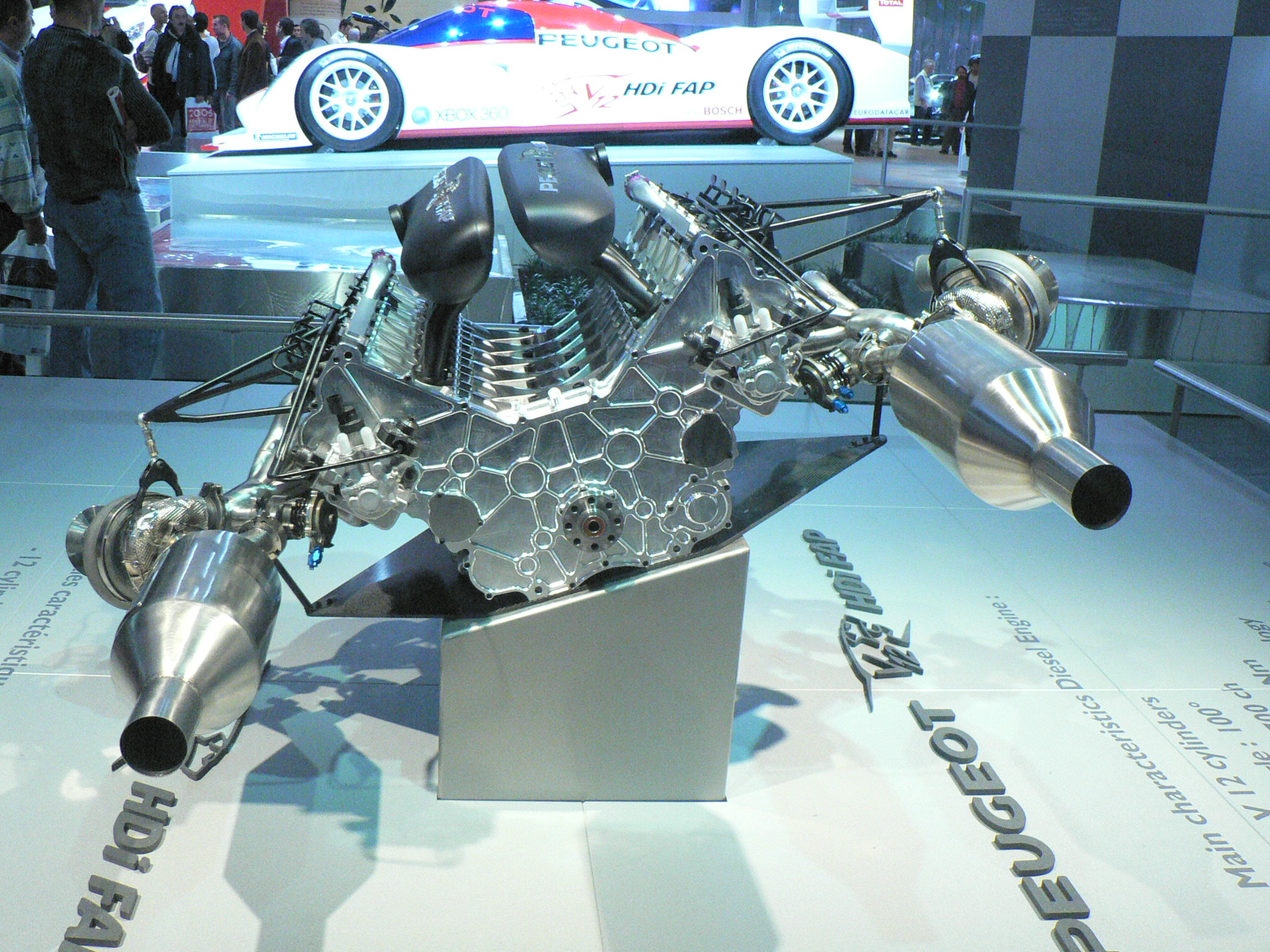
Blick auf den V12-Motor.
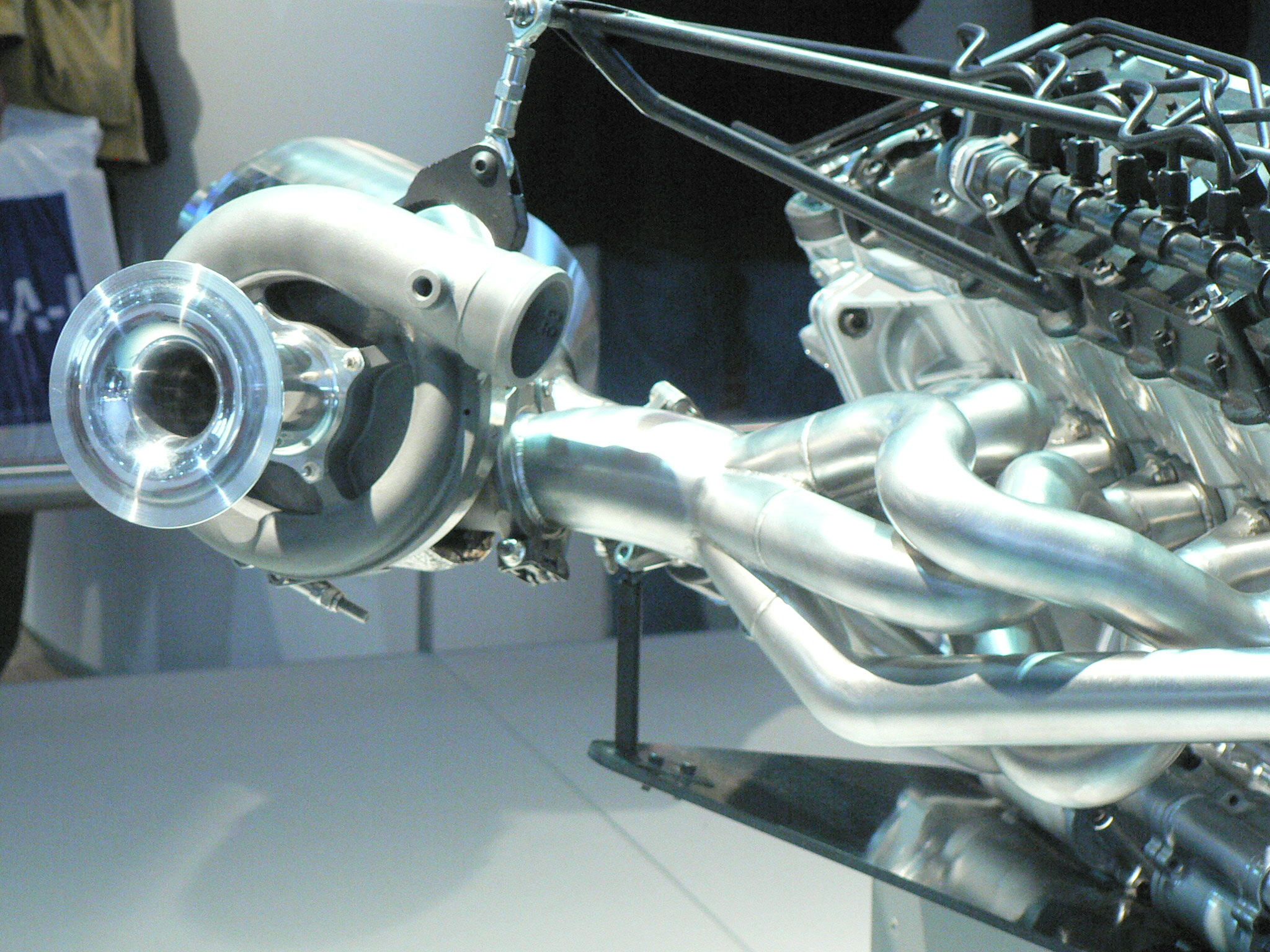
Einer der beiden Turbolader des Wagens.

## Ergebnisse und Chassisnummern
Insgesamt wurden zehn Fahrzeuge des 908 HDi FAP gefertigt. Das erste Fahrzeug mit der Fahrgestellnummer 01 kam jedoch nie zu einem Renneinsatz. Nach verschiedenen Tests wurde es zuletzt 2007 bei den Le-Mans-Series-Vortests auf dem Circuit Paul Ricard verwendet. Zwei der sieben Peugeot 908 HDi FAP wurden während eines Einsatzes schwer beschädigt. Marc Gené verunglückte mit dem Fahrzeug 02 beim Vortest des 24-Stunden-Rennen 2008, Benoît Tréluyer bei seinem ersten Renneinsatz im Peugeot 2009. Beide Fahrzeuge wurden nach ihren Unfällen bislang nicht wieder bei einem Rennen eingesetzt.
| Jahr | Veranstaltung                        | Nr. | Team                 | Chassis | Fahrer 1                 | Fahrer 2          | Fahrer 3           | Ergebnis |
| ---- | ------------------------------------ | --- | -------------------- | ------- | ------------------------ | ----------------- | ------------------ | -------- |
| 2007 | Le Mans                              | 7   | Team Peugeot Total   | 02      | Nicolas Minassian        | Marc Gené         | Jacques Villeneuve | DNF      |
| 2007 | Le Mans                              | 8   | Team Peugeot Total   | 03      | Pedro Lamy               | Stéphane Sarrazin | Sebastien Bourdais | 2.       |
| 2007 | LMS                                  | 7   | Team Peugeot Total   | 02      | Nicolas Minassian        | Marc Gené         | --                 | 3.       |
| 2007 | LMS                                  | 8   | Team Peugeot Total   | 03      | Pedro Lamy               | Stéphane Sarrazin | --                 | 1.       |
| 2008 | Sebring                              | 07  | Equipe Peugeot Total | 02      | Nicolas Minassian        | Pedro Lamy        | Stéphane Sarrazin  | 11.      |
| 2008 | Le Mans                              | 7   | Team Peugeot Total   | 05      | Nicolas Minassian        | Marc Gené         | Jacques Villeneuve | 2.       |
| 2008 | Le Mans                              | 8   | Team Peugeot Total   | 03      | Pedro Lamy               | Stéphane Sarrazin | Alexander Wurz     | 5.       |
| 2008 | Le Mans                              | 9   | Peugeot Sport Total  | 04      | Christian Klien          | Ricardo Zonta     | Franck Montagny    | 3.       |
| 2008 | LMS                                  | 7   | Team Peugeot Total   | 02 & 05 | Nicolas Minassian        | Marc Gené         | --                 | 2.       |
| 2008 | LMS                                  | 8   | Team Peugeot Total   | 03      | Pedro Lamy               | Stéphane Sarrazin | --                 | 7.       |
| 2008 | Petit Le Mans                        | 07  | Peugeot Sport Total  | 04      | Nicolas Minassian        | Stéphane Sarrazin | Christian Klien    | 2.       |
| 2009 | Sebring                              | 07  | Team Peugeot Total   | 05      | Nicolas Minassian        | Pedro Lamy        | Christian Klien    | 5.       |
| 2009 | Sebring                              | 08  | Team Peugeot Total   | 03      | Franck Montagny          | Stéphane Sarrazin | Sebastien Bourdais | 2.       |
| 2009 | 1000-km-Rennen von Spa-Francorchamps | 7   | Team Peugeot Total   | 04      | Nicolas Minassian        | Simon Pagenaud    | Christian Klien    | 1.       |
| 2009 | 1000-km-Rennen von Spa-Francorchamps | 9   | Team Peugeot Total   | 06      | Marc Gené                | Alexander Wurz    | David Brabham      | 12.      |
| 2009 | Le Mans                              | 7   | Team Peugeot Total   | 04      | Nicolas Minassian        | Pedro Lamy        | Christian Klien    | 6.       |
| 2009 | Le Mans                              | 8   | Team Peugeot Total   | 07      | Sebastien Bourdais       | Stéphane Sarrazin | Franck Montagny    | 2.       |
| 2009 | Le Mans                              | 9   | Peugeot Sport Total  | 06      | Marc Gené                | Alexander Wurz    | David Brabham      | 1.       |
| 2009 | Le Mans                              | 17  | Pescarolo Sport      | 03      | Jean-Christophe Boullion | Simon Pagenaud    | Benoît Tréluyer    | DNF      |
| 2010 | Le Mans                              | 1   | Team Peugeot Total   | 09      | Alexander Wurz           | Marc Gené         | Anthony Davidson   | DNF      |
| 2010 | Le Mans                              | 2   | Team Peugeot Total   | 07      | Nicolas Minassian        | Stéphane Sarrazin | Franck Montagny    | DNF      |
| 2010 | Le Mans                              | 3   | Peugeot Sport Total  | 06      | Sébastien Bourdais       | Pedro Lamy        | Simon Pagenaud     | DNF      |
| 2010 | Le Mans                              | 4   | Team Oreca Matmut    | 04      | Olivier Panis            | Nicolas Lapierre  | Loïc Duval         | DNF      |
| 2011 | Le Mans                              | 10  | Team Oreca Matmut    | 10      | Olivier Panis            | Nicolas Lapierre  | Loïc Duval         | 5.       |

## Sonstiges
Peugeot entwickelte 2006 die Studie einer Oberklasse-Limousine mit der Bezeichnung Peugeot 908 RC, die gemeinsam mit dem Sportwagen-Prototyp präsentiert wurde und auch optische und technische Anleihen besaß.